# Anna Klein
Anna Klein, née en 1900 et morte à une date inconnue (peut-être le 8 février 1990[source insuffisante]), est l'une des rares femmes à avoir atteint le grade de Oberaufseherin en français : « surveillante supérieure » dans un camp de concentration nazi.

## Biographie
Le 14 septembre 1939, Anna Klein est recrutée comme Aufseherin en français : « surveillante » à Ravensbrück. En août 1943, elle est promue au grade d'Oberaufseherin (surveillante supérieure) et dirige ainsi l'équipe de surveillance de l'ensemble du camp de Ravensbrück. Elle atteint ainsi le plus haut grade accessible à une femme dans un camp de concentration. En complément de son nouveau rôle hiérarchique, ses conditions matérielles de vie s'améliorent : elle reçoit un salaire plus élevé, dispose d’un meilleur logement, bénéficie d'une meilleure nourriture (non cuisinée par des déportées, mais par d'autres femmes SS) et de meilleurs vêtements.
Elle est mutée en septembre 1944 au camp de concentration d'Oranienbourg-Sachsenhausen, où elle exerce les mêmes fonctions jusqu'à la libération du camp en avril 1945.
Pour la période d'août 1943 à août 1944 à Ravensbrück, elle est acquittée le 21 juillet 1948 par manque de preuves lors du septième procès de Ravensbrück qui s'est tenu à Hambourg.